# Río de Oro (ort)
Río de Oro är en ort i Colombia.   Den ligger i departementet Cesar, i den norra delen av landet, 400 km norr om huvudstaden Bogotá. Río de Oro ligger 1 164 meter över havet och antalet invånare är 6 122.
Terrängen runt Río de Oro är kuperad åt nordost, men åt sydväst är den bergig. Runt Río de Oro är det tätbefolkat, med 266 invånare per kvadratkilometer. Närmaste större samhälle är Ocaña, 6,8 km sydost om Río de Oro. Omgivningarna runt Río de Oro är en mosaik av jordbruksmark och naturlig växtlighet.